# Trichotosia

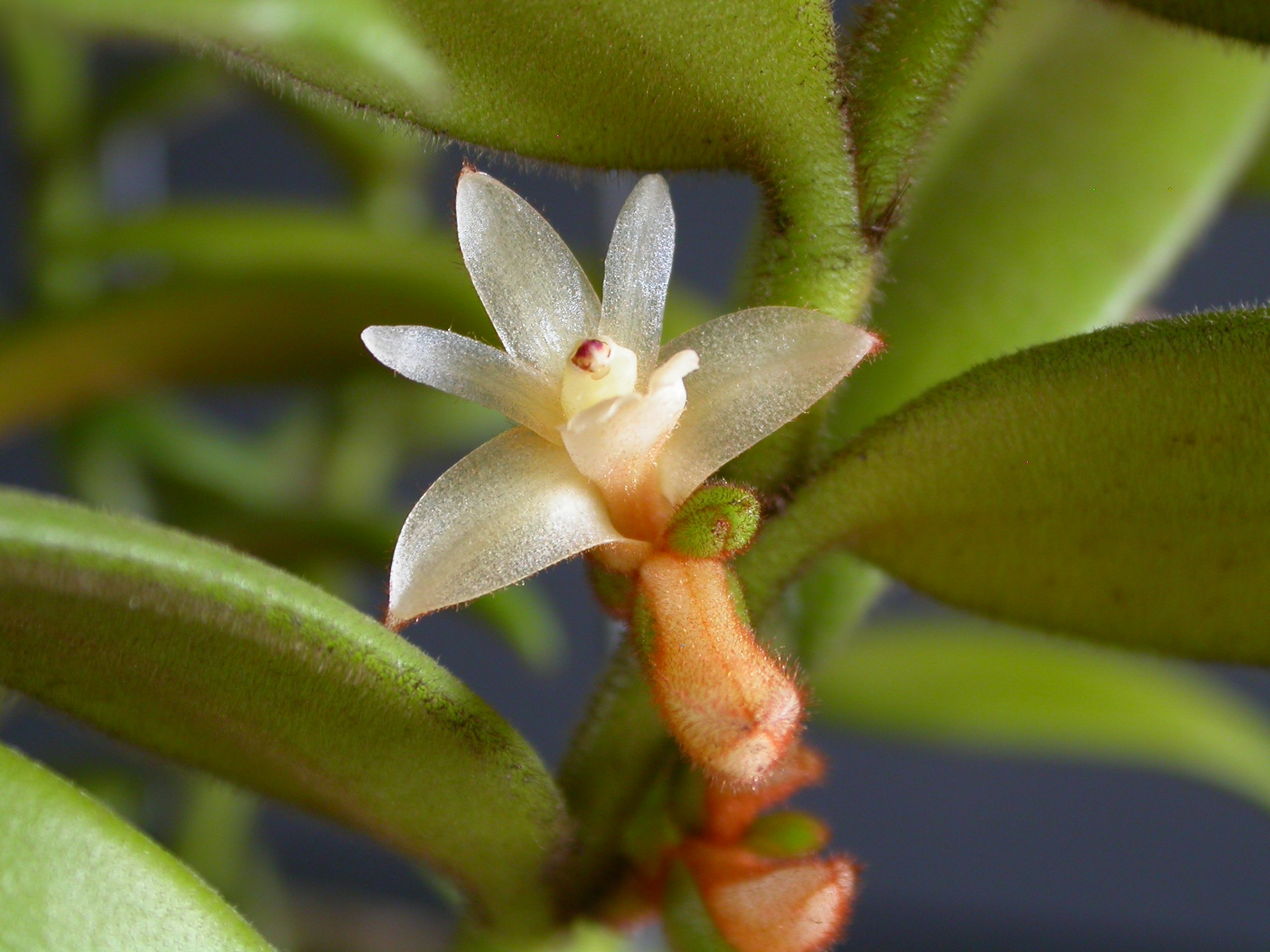
Kwiat T. velutina

Trichotosia – rodzaj roślin należący do rodziny storczykowatych (Orchidaceae). Należy do niego 78 gatunków. Gatunek typowy nie został desygnowany. Rośliny występują w Azji i poprzez Archipelag Sundajski sięgają wysp na Oceanie Spokojnym. Większość to epifity lub litofity, nieliczni przedstawiciele to rośliny naziemne.

## Morfologia
Rośliny zielne. Zwykle okryte czerwonobrązowymi lub białawymi włoskami, u niektórych gatunków owłosienie ogranicza się do kwiatostanu i pochwiastych nasad liści. Łodyga długa lub skrócona, ulistniona z wyjątkiem nasady.  Kwiatostan wyrasta z węzła przebijając pochwiastą nasadę liścia. U niektórych gatunków krótki i zaledwie z kilkoma kwiatami, u innych długi,wielokwiatowy, zwisający. Przysadki prostopadłe do szypułki kwiatowej, okazałe, owłosione. Kwiaty odwrócone, małe lub średniej wielkości, z płatkami okwiatu nieco stulonymi. Listki zewnętrznego okółka od zewnątrz czerwono owłosione, boczne przytulone do prętosłupa. Warżka całobrzega lub podzielona na trzy łatki. 8 pyłkowin.

## Systematyka
Pozycja systematyczna według Angiosperm Phylogeny Website (aktualizowany system APG III z 2009)
Jeden z rodzajów podplemienia Eriinae w plemieniu Podochileae w podrodzinie epidendronowych (Epidendroideae) z rodziny storczykowatych (Orchidaceae). Storczykowate są kladem bazalnym w rzędzie szparagowców Asparagales w obrębie jednoliściennych. 
Wykaz gatunków
- Trichotosia annulata Blume
- Trichotosia aporina (Hook.f.) Kraenzl.
- Trichotosia atroferruginea (Schltr.) P.F.Hunt
- Trichotosia aurea (Ridl.) Carr
- Trichotosia barbarossa (Rchb.f.) Kraenzl.
- Trichotosia brachiata (J.J.Sm.) P.F.Hunt
- Trichotosia brachybotrya (Schltr.) W.Kittr.
- Trichotosia bracteata (Schltr.) P.F.Hunt
- Trichotosia breviflora (Schltr.) Kraenzl.
- Trichotosia brevipedunculata (Ames & C.Schweinf.) J.J.Wood
- Trichotosia brevirachis (J.J.Sm.) J.J.Wood
- Trichotosia buruensis (J.J.Sm.) S.Thomas, Schuit. & de Vogel
- Trichotosia calvescens Ridl.
- Trichotosia canaliculata (Blume) Kraenzl.
- Trichotosia collina (Schltr.) P.F.Hunt
- Trichotosia conifera (J.J.Sm.) J.J.Wood
- Trichotosia dalatensis (Gagnep.) Seidenf.
- Trichotosia dasyphylla (E.C.Parish & Rchb.f.) Kraenzl.
- Trichotosia dongfangensis X.H.Jin & L.P.Siu
- Trichotosia ediensis (J.J.Sm.) P.F.Hunt
- Trichotosia ferox Blume
- Trichotosia flexuosa (J.J.Sm.) P.F.Hunt
- Trichotosia fractiflexa (Schltr.) P.F.Hunt
- Trichotosia fusca (Blume) Kraenzl.
- Trichotosia gautierensis (J.J.Sm.) P.F.Hunt
- Trichotosia gjellerupii W.Kittr.
- Trichotosia glabrifolia (J.J.Sm.) S.Thomas, Schuit. & de Vogel
- Trichotosia gowana (Schltr.) S.Thomas, Schuit. & de Vogel
- Trichotosia gracilis (Hook.f.) Kraenzl.
- Trichotosia hapalostachys (Schltr.) W.Kittr.
- Trichotosia hirsutipetala (Ames) Schuit. & de Vogel
- Trichotosia hispidissima (Ridl.) Kraenzl.
- Trichotosia hypophaea (Schltr.) P.F.Hunt
- Trichotosia indragiriensis (Schltr.) Kraenzl.
- Trichotosia integra Ridl.
- Trichotosia iodantha (Schltr.) P.F.Hunt
- Trichotosia jejuna (J.J.Sm.) J.J.Wood
- Trichotosia katherinae (A.D.Hawkes) P.F.Hunt
- Trichotosia klabatensis (Schltr.) Kraenzl.
- Trichotosia lacinulata (J.J.Sm.) Carr
- Trichotosia lagunensis (Ames) Schuit. & de Vogel
- Trichotosia latifolia (Blume) Seidenf.
- Trichotosia latifrons (J.J.Sm.) P.F.Hunt
- Trichotosia lawiensis (J.J.Sm.) J.J.Wood
- Trichotosia leytensis (Ames) Schuit. & de Vogel
- Trichotosia longissima Kraenzl.
- Trichotosia malleimentum (J.J.Sm.) S.Thomas, Schuit. & de Vogel
- Trichotosia mansfeldiana (J.J.Sm.) P.F.Hunt
- Trichotosia mcgregorii (Ames) Schuit. & de Vogel
- Trichotosia microbambusa Kraenzl.
- Trichotosia microphylla Blume
- Trichotosia mollicaulis (Ames & C.Schweinf.) J.J.Wood
- Trichotosia molliflora (Schltr.) P.F.Hunt
- Trichotosia mollis (Schltr.) Kraenzl.
- Trichotosia odoardii Kraenzl.
- Trichotosia oreodoxa (Schltr.) P.F.Hunt
- Trichotosia paludosa (J.J.Sm.) Kraenzl.
- Trichotosia pauciflora Blume
- Trichotosia pensilis (Ridl.) Kraenzl.
- Trichotosia phaeotricha (Schltr.) Kraenzl.
- Trichotosia pilosissima (Rolfe) J.J.Wood
- Trichotosia poculata (Ridl.) Kraenzl.
- Trichotosia pulvinata (Lindl.) Kraenzl.
- Trichotosia rotundifolia (Ridl.) Kraenzl.
- Trichotosia rubiginosa (Blume) Kraenzl.
- Trichotosia rufa (Schltr.) P.F.Hunt
- Trichotosia sarawakensis Carr
- Trichotosia spathulata (J.J.Sm.) Kraenzl.
- Trichotosia subsessilis (Schltr.) P.F.Hunt
- Trichotosia teysmannii (J.J.Sm.) Kraenzl.
- Trichotosia thomsenii (J.J.Sm.) P.F.Hunt
- Trichotosia unguiculata (J.J.Sm.) Kraenzl.
- Trichotosia uniflora (J.J.Wood) Schuit. & J.J.Wood
- Trichotosia vanikorensis (Ames) P.J.Cribb & B.A.Lewis
- Trichotosia velutina (Lodd. ex Lindl.) Kraenzl.
- Trichotosia vestita (Wall. ex Lindl.) Kraenzl.
- Trichotosia vulpina (Rchb.f.) Kraenzl.
- Trichotosia xanthotricha (Schltr.) Kraenzl.